# Institut Congolais pour la Conservation de la Nature
Das Institut Congolais pour la Conservation de la Nature (ICCN) (dt. Kongolesisches Institut für Naturschutz) ist eine halbstaatliche Einrichtung mit Sitz in Kinshasa, die die Schutzgebiete der Demokratischen Republik Kongo kontrolliert und bewacht. Cosma Wilungula Balongelwa ist Generaldirektor des ICCN. Das Institut ist Partner zahlreicher Internationaler Organisationen und Abkommen, wie dem CITES und der IUCN.

## Struktur
Die Aufgabe ist die Kontrolle und Bewachung der Nationalparks in der Demokratischen Republik Kongo und aller weiterer Schutzgebiete. Das Institut sammelt Felddaten und analysiert diese. Die ICCN-Ranger sind teilweise bewaffnet. Im großen Nationalpark Virunga sind rund 400 ICCN-Ranger eingesetzt; in diesem Park wurden seit 2006 über 150 Ranger durch Angriffe von Rebellen und Milizen getötet.
Die Arbeit wird aus Mitteln des kongolesischen Staates finanziert.